# Dinaromys bogdanovi
Dinaromys bogdanovi és una espècie de mamífer rosegador de la família dels cricètids. Viu a Bòsnia i Hercegovina, Croàcia, Macedònia, Montenegro i Sèrbia. S'alimenta d'herbes. El seu hàbitat natural són les zones rocoses de calcària càrstica. Possiblement està amenaçat per la competència de Chionomys nivalis.
Es desconeix la identitat exacta del Bogdànov en honor del qual fou anomenada l'espècie.